# Gouvernement Leguina I
 Communauté de Madrid
Création Leguina II
Le gouvernement Leguina I est le gouvernement de la communauté de Madrid entre le 13 juin 1983 et le 31 juillet 1987, durant la Ire législature de l'Assemblée de Madrid. Il est présidé par Joaquín Leguina.

## Composition
| Fonction                                                                    | Titulaire | Titulaire                                                   | Parti    |
| --------------------------------------------------------------------------- | --------- | ----------------------------------------------------------- | -------- |
| Président                                                                   |           | Joaquín Leguina                                             | FSM-PSOE |
| Vice-président Conseiller aux Travaux publics et aux Transports             |           | César Cimadevilla                                           | FSM-PSOE |
| Conseiller à l'Agriculture                                                  |           | Luis Maestre                                                | FSM-PSOE |
| Conseiller à la Culture, aux Sports et au Tourisme                          |           | José Luis García Alonso                                     | FSM-PSOE |
| Conseiller à l'Économie et aux Finances                                     |           | Francisco Gil (jusqu'au 12/06/1985) Luis Alejandro Cendrero | FSM-PSOE |
| Conseiller à l'Éducation et à la Jeunesse                                   |           | Manuel de la Rocha (jusqu'au 19/09/1985) Jaime Lissavetzky  | FSM-PSOE |
| Conseiller à l'Intérieur                                                    |           | Virgilio Cano                                               | FSM-PSOE |
| Conseillère à l'Aménagement du territoire, à l'Environnement et au Logement |           | Eduardo Mangada                                             | FSM-PSOE |
| Conseiller à la Présidence                                                  |           | Javier Ledesma                                              | FSM-PSOE |
| Conseillère à la Santé et au Bien-être social                               |           | María Gómez Medoza                                          | FSM-PSOE |
| Conseiller au Travail, à l'Industrie et au Commerce                         |           | Agapito Ramos                                               | FSM-PSOE |